# 十月的天空
《十月的天空》（英語：October Sky）是一部1999年上映的美國電影，改編自真人真事以及小說《火箭男孩》。故事內容記述住在煤林鎮的侯默·海堪真實童年生活，而電影編劇路易斯·柯利克則將故事內容稍加改編。
影片由杰克·吉伦哈尔、克里斯·庫柏、克里斯·歐文、蘿拉·鄧恩、威廉·李·史考特、查德·李柏格、娜塔莉·凱那黛主演，內容記述侯默·海堪與他的朋友們，一起製造並且試射火箭，為的是要完成自己的夢想，但是迫於現實環境，曾經一度放棄後，再度在老師的鼓勵下，重新完成夢想。影片由環球影業出品，北美於1999年2月19日上映。

## 劇情
在西維吉尼亞州的煤林小鎮，這裡的男孩子長大之後大多只有兩條路可以選擇：一為做礦工開發當地的煤礦，二為踢美式足球取得獎學金上大學。
1957年10月4日，蘇聯史波尼克一號火箭升空。一名青少年侯默·海堪 ，他既沒有當礦工的夢想，也沒有健壯的體格踢足球，在他看到火箭升空後，激起了他的好奇心，於是夢想著自己建造一艘火箭。他與兩個好朋友以及班上博學多聞但是個性孤僻的同學昆丁·威爾森，努力研究並且製造火箭，在隨著一次次的失敗後，他們得到更多的支援，當最後成功發射了火箭之後，「火箭男孩」的名號就此傳播。
但是這一路上，對於海堪並不好受。他的父親約翰·海堪，是煤林礦業的高階主管，別人都認為侯默以後得克紹箕裘，因為他的哥哥選擇踢足球進入大學。然而海堪並不願意繼承父業，這也使他與父親產生對立。幸好，在母親以及恩師賴蕾的鼓勵下，海堪才成功與朋友發射了火箭。
「火箭男孩」的名號傳開，卻引來了大禍。煤林小鎮附近的森林，因為不知名的原因而燒毀，火箭男孩發射失敗而且失蹤的火箭立刻遭到質疑，警方在未確認的情況下，立即逮捕的火箭男孩四人，自此打擊火箭男孩的信心以及自尊。外加上海堪家中的變故，使得海堪必須放棄夢想，進入礦坑賺取醫藥費治療父親眼睛的傷勢。
但是，海堪在恩師賴蕾的鼓勵下，再度找上了昆丁並且找出他們沒有犯罪的證據。海堪計算出了公式後，與昆丁找到了唯一失蹤的火箭，澄清了他們的罪嫌。於是，火箭男孩再度合作，他們參加了科學展覽，以火箭以及發射器成功獲得優等，參加全國的科學競賽。當時指派海堪為代表，遠離煤林前往都市參賽，然而卻發生了意外，在比賽公佈結果的前夕，海堪的作品遭竊，海堪只得向煤林小鎮的親友請求支援，恰逢煤林礦工的罷工潮，情況可說是岌岌可危，一直到海堪母親的幫忙下，海堪父親才願意妥協並且請礦工幫忙，大家一起趕工的作品最後趕上了科學競賽發表。海堪獲獎，並且獲得了獎學金進入大學的機會。
回到煤林之後，火箭男孩們要發射最後一枚火箭，海堪希望從未出席過的父親能夠到場，在最後一次發射火箭前的感謝詞後，海堪父親約翰終於趕到現場，為火箭男孩們以及煤林小鎮的居民，發射出跨越十月天空的最後一艘火箭。
片尾交代眾人的後續發展：火箭男孩們全部完成大學的學業後，昆丁成為石油業化學工程師，羅伊·李成為汽車代理商及銀行家，奧戴爾成為牧場主人並擁有保險公司，侯默·海堪則成為美國國家航空暨太空總署工程師，為太空梭計畫的太空人。艾絲在1979年退休後居住在卡羅來納南部的默特爾海灘養老。芙禮達·萊蕾老師罹患霍德金氏淋巴瘤，於31歲那年逝世。約翰·海堪於1976年死於肺塵病。1965年煤林鎮地產被拍賣造成當地礦場永久封閉。

## 角色
| 演員               | 角色            |
| ------------------ | --------------- |
| 杰克·吉伦哈尔      | 侯默·海堪       |
| 克里斯·庫柏        | 約翰·海堪       |
| 蘿拉·鄧恩          | 芙禮達·萊蕾老師 |
| 克里斯·歐文        | 昆丁·威爾森     |
| 威廉·李·史考特     | 洛伊·李·庫克    |
| 查德·林博格        | 夏曼·歐戴爾     |
| 娜塔莉·凱那黛      | 艾絲·海堪       |
| 藍迪·史崔普林      | 理昂·包登       |
| 克里斯·艾利斯      | 騰那校長        |
| 艾亞·巴斯金        | 伊克·比考斯基   |
| 考特妮·柯爾-芬德莉 | 朵絲·普雷特     |
| 大衛·杜彥          | 傑克·莫斯比     |
| 泰瑞·勞林          | 丹斯勒先生      |

- 備註：侯默·海堪的父親原名並非約翰，而是侯默·海堪，他的兒子則是侯默·海堪二世。劇中重新命名的目的在於避免使觀眾搞混。

## 拍攝
本片拍攝地點包括田納西州的佩卓斯、奧利佛斯普林、奧克里吉、諾克斯維爾、哈里曼。本片雖然故事背景發生在西維吉尼亞州的煤林，但是片中的礦坑是佩卓斯一座荒廢已久的礦坑，片中的蒸氣火車則是向田納西山間鐵路博物館所租借使用的。

## 外部連結
- （英文） 侯默·海堪官方網站（页面存档备份，存于）
- （英文） 拍攝地點詳細資訊（页面存档备份，存于）
- （英文） 十月的天空與火箭男孩
- （英文） Dhruvworld－十月的天空之語錄
- （英文） 互联网电影数据库（IMDb）上《十月的天空》的资料（英文）
- （英文） 爛番茄上《十月的天空》的資料（英文）
- （英文） Metacritic上《十月的天空》的資料（英文）
- （英文） Box Office Mojo上《十月的天空》的資料（英文）